# Меттью Годс
Метт Годс  (англ. Matt Gohdes, 8 травня 1990) — австралійський хокеїст на траві, олімпійський медаліст.

## Виступи на Олімпіадах
| Олімпіада   | Дисципліна     | Місце |
| ----------- | -------------- | ----- |
| Лондон 2012 | хокей на траві | 3     |